# Михалевичи (Калужская область)
Михалевичи — деревня в Сухиничском районе Калужской области России. Входит в состав сельского поселения «Деревня Бордуково».

## География
Деревня находится в центральной части Калужской области, в зоне хвойно-широколиственных лесов, в пределах Барятинско-Сухиничской равнины, на берегах реки Михалевки, на расстоянии примерно 1 километра (по прямой) к западу-юго-западу от города Сухиничи, административного центра района. Абсолютная высота — 193 метра над уровнем моря.

### Климат
Климат характеризуется как умеренно континентальный, с тёплым летом и умеренно морозной снежной зимой. Среднегодовая многолетняя температура воздуха составляет 4 — 4,6 °С. Средняя температура воздуха самого тёплого месяца (июля) — 18 °C (абсолютный максимум — 38 °C); самого холодного (января) — −8,2 — −6 °C (абсолютный минимум — −46 °C). Безморозный период длится в среднем 149 дней. Среднегодовое количество атмосферных осадков составляет 654 мм, из которых 441 мм выпадает в период с апреля по октябрь. Снежный покров держится в течение 139 дней.

### Часовой пояс
Деревня Михалевичи, как и вся Калужская область, находится в часовой зоне МСК (московское время). Смещение применяемого времени относительно UTC составляет +3:00.

## Население
| 2002 | 2010 |
| ---- | ---- |
| 28   | ↘22  |

### Половой состав
По данным Всероссийской переписи населения 2010 года в гендерной структуре населения мужчины составляли 54,5 %, женщины — соответственно 45,5 %.

### Национальный состав
Согласно результатам переписи 2002 года, в национальной структуре населения русские составляли 93 %.